# Anusztigin
Anusztigin (1077–1098) – twórca trwającego do 1231 roku Imperium Chorezmijskiego.